# Opercularella humilis
Opercularella humilis är en nässeldjursart som först beskrevs av V.S. Bale 1924.  Opercularella humilis ingår i släktet Opercularella och familjen Campanulinidae. Inga underarter finns listade i Catalogue of Life.